# Резолюция Совета Безопасности ООН 1065
Резолюция Совета Безопасности ООН 1065 — резолюция Совета Безопасности ООН, единогласно принятая 12 июля 1996 года, после принятия всех резолюций по ситуации в Грузии, в частности 1036 (1996), Совет Безопасности обсудил усилия по политическому урегулированию между Грузией и Абхазией и продлил мандат Миссии ООН по наблюдению в Грузии (UNOMIG) до 31 января 1997 года.

## Содержание
Советом Безопасности была выражена озабоченность в связи с отсутствием прорыва в переговорах между обеими сторонами, в частности, из-за позиции абхазской стороны. Соглашение о прекращении огня и разъединении сил в целом соблюдалось обеими сторонами. Хотя он признал, что UNOMIG и миротворческие силы из Содружества Независимых Государств (СНГ) внесли большой вклад в ситуацию по улучшению безопасности, также отметил ухудшение ситуации в Гальском районе.
Переговоры по урегулированию конфликта были отложены. В резолюции вновь подтверждается территориальная целостность, суверенитет и независимость Грузии, а также необходимость определения Абхазии в рамках этих принципов. Он также отметил право всех беженцев и депортированных лиц на безопасное возвращение домой, и попытки абхазской стороны помешать этому процессу были осуждены. Демографические изменения в результате конфликта были неприемлемыми, равно как и этнические мотивы убийств и насилия, а также установка наземных мин.
Мандат UNOMIG был продлен до 31 января 1997 года и будет продлен в случае изменения мандата миротворческих сил СНГ. Наконец, в течение трех месяцев Генеральному секретарю Бутросу Бутрос-Гали было предложено представить доклад о положении в Абхазии и операциях UNOMIG.